# Zhou Xuan
Zhou Xuan (fonetski: Džou Sjuen, kineski: 周璇; pinyin: Zhōu Xuán; tradicionalni kineski: 蘇璞; pinyin: Sū pú; Changzhou, Kina, 1. kolovoza 1920. – Šangaj, Kina, 22. rujna 1957.) bila je kultna kineska pjevačica i filmska glumica. Do 1940-ih postala je jedna od sedam velikih kineskih pjevačkih zvijezda i najpoznatija je od njih sedam. Dobila je nadimak "Zlatni glas". Imala je paralelnu filmsku karijeru do 1954. godine. Snimila je više od 200 pjesama i pojavila se u više od 40 filmova tijekom svoje karijere.
Zhou je rođena kao Su Pu (蘇璞), ali je u ranoj dobi odvojena od svojih bioloških roditelja i odgojena od strane posvojitelja. Cijeli je život provela tražeći svoje biološke roditelje, no njezini su biološki roditelji potvrđeni tek nakon njezine smrti. Prema kasnijim obiteljskim istraživanjima, rođak koji je bio ovisnik o opijumu odveo ju je kad je imala 3 godine u drugi grad i prodao obitelji po imenu Wang, koja ju je nazvala Wang Xiaohong. Kasnije ju je usvojila obitelj po imenu Zhou, promijenivši joj ime u Zhou Xiaohong.
U dobi od 13 godina uzela je Zhou Xueen kao svoje umjetničko ime, 'Xueen' (璇) na kineskom znači prekrasan žad.
Godine 1932. Zhou je počela glumiti kao članica Li Jinhuijeve pjevačke i plesne trupe „Bright Moon”. Kad je imala dvanaest godina, osvojila je drugo mjesto na pjevačkom natjecanju u Šangaju i zaradila nadimak "Zlatni glas" (金唖子) zbog visokih melodija koje je s lakoćom izvodila.
Zhou je svoju filmsku karijeru započela 1935., a slavu je stekla 1937. kada joj je redatelj Yuan Muzhi dodijelio jednu od glavnih uloga u „Uličnom anđelu”. Zhou je ubrzo postala poznata i popularna pjevačica u gramofonskoj eri sve do svoje smrti, pjevajući mnoge poznate melodije iz vlastitih filmova. Unatoč tome što je snimila ukupno 43 filma, njezina najpoznatija izvedba ostao je film iz 1937., „Ulični anđeo”.
Godine 1957. umrla je u Šangaju u mentalnoj ustanovi u dobi od 37 godina tijekom antidesničarskog pokreta. Mogući uzrok smrti je encefalitis praćen živčanim slomom. U svom je dnevniku navela, da je patila od cerebritisa.